# Seznam ciprskih nogometašev
Seznam ciprskih nogometašev.

## A
- Mete Adanir
- Marios Agathokleous
- Nektarios Alexandrou
- Efstathios Aloneftis
- Aristos Aristokleous
- Sofronis Avgousti
- Andreas Avraam

## C
- Constantinos Charalambides
- Angelis Charalambous
- Elias Charalambous
- Marios Charalambous
- Zacharias Charalambous
- Demetris Christofi
- Paraskevas Christou

## D
- Jason Demetriou
- Siniša Dobrašinović

## E
- Georgios Efrem
- Yiotis Engomitis

## G
- Alexandros Garpozis
- Antonis Georgallides

## H
- Kostas Haralambidis

## I
- Marios Ilia
- Muzzy Izzet

## K
- Sotiris Kaiafas
- Savas Kalfaoglu
- Nikos Katsavakis
- Antonis Katsis
- Anastasios Kissas
- Petros Konnafis
- Michalis Konstantinou
- Christos Kotsonis

## L
- Dimitris Leonis

## M
- Constantinos Makrides
- Costas Malekkos
- Christos Marangos
- Christos Mastrou
- Vassos Melanarkitis
- Giorgos Merkis
- Chrysostomos Michail
- Nestoras Mitidis
- Michalis Morfis

## N
- Marios Nicolaou
- Nicos Nicolaou

## O
- Ioannis Okkas
- Yılmaz Orhan

## P
- Giorgos Panagi
- Nicos Panayiotou
- Nikos Papavasileiou
- Stelios Parpas
- Kyriacos Pavlou
- Giorgos Pelagias
- Pambos Pittas
- Panicos Pounnas
- Savvas Poursaitides

## S
- Marinos Satsias
- Valentinos Sielis
- Athos Solomou
- Milenko Spoljaric
- Andreas Stavrou

## T
- Marios Themistokleous
- Giorgos Theodotou
- Georgios Tofas

## V
- Giorgos Vasiliou

## Y
- Yiasoumis Yiasoumi